# جارى جراى
جارى جراى (بالإنجليزية: Gary Gray)‏ هو شخصية أعمال وممثل أمريكي، ولد في 18 ديسمبر 1936 بلوس أنجلوس في الولايات المتحدة، وتوفي في 4 أبريل 2006 في الولايات المتحدة بسبب سرطان.

## أعمال

### أفلام
- (1943) الجنة يمكن أن تنتظر
- (1944) القلق[4]

## وصلات خارجية
- جارى جراى على موقع IMDb (الإنجليزية)
- جارى جراى على موقع ألو سيني (الفرنسية)
- جارى جراى على موقع ميوزك برينز (الإنجليزية)
- جارى جراى على موقع أول موفي (الإنجليزية)
- جارى جراى على موقع قاعدة بيانات الأفلام السويدية (السويدية)
- جارى جراى على موقع قاعدة بيانات الفيلم (الإنجليزية)
- جارى جراى على موقع كينوبويسك (الروسية)